# Eriopyga lactipex
Eriopyga lactipex là một loài bướm đêm trong họ Noctuidae.